# Afrixalus delicatus
Afrixalus delicatus (tên tiếng Anh: Pickersgill's Banana Frog) là một loài ếch thuộc họ Hyperoliidae.
Loài này có ở Kenya, Malawi, Mozambique, Somalia, Nam Phi, Tanzania, và có thể cả Swaziland.
Môi trường sống tự nhiên của chúng là rừng khô nhiệt đới hoặc cận nhiệt đới, xavan khô, xavan ẩm, vùng cây bụi ẩm khu vực nhiệt đới hoặc cận nhiệt đới, vùng đồng cỏ ôn đới, đồng cỏ nhiệt đới hoặc cận nhiệt đới vùng ngập nước hoặc lụt theo mùa, đầm nước, đầm nước ngọt, đầm nước ngọt có nước theo mùa, đất canh tác, vùng đồng cỏ, các vùng đô thị, rừng trước đây suy thoái nghiêm trọng, ao, và đất nông nghiệp có lụt theo mùa.
Chúng hiện đang bị đe dọa vì mất môi trường sống.